# Hoya lindaueana
Hoya lindaueana är en oleanderväxtart som beskrevs av Koorders. Hoya lindaueana ingår i släktet Hoya och familjen oleanderväxter. Inga underarter finns listade i Catalogue of Life.